# Seconde bataille de fort Fisher
Guerre de Sécession
Batailles
- Rainbow Bluff
- Fort Branch
- 1re Fort Fisher

- 2e Fort Fisher
- Wilmington

La seconde bataille de fort Fisher , est un assaut réussi par l'armée de l'Union, la marine et le corps des Marines  contre le fort Fisher, au sud de Wilmington, en Caroline du Nord, vers la fin de la guerre de Sécession, en janvier 1865. Parfois appelé le « Gibraltar du Sud » et le dernier bastion côtier de la Confédération, le fort Fisher a énormément de valeur stratégique pendant la guerre, en fournissant un port pour les coureurs de blocus ravitaillant l'armée de Virginie du Nord.

## Contexte
Wilmington est le dernier grand port ouvert de la Confédération sur le littoral Atlantique. Les navires quittant Wilmington via le fleuve Cap Fear et mettant les voiles pour les Bahamas, les Bermudes ou la Nouvelle-Écosse pour commercer du coton et du tabac contre des fournitures nécessaires auprès des britanniques sont protégés par le fort. Basé sur l'architecture de la redoute de Malakoff de  Sébastopol, dans l'empire russe, le fort Fisher est construit principalement en terre et en sable. Cela le rend capable d'absorber le martèlement d'un feu nourri des navires de l'Union, davantage que les anciennes fortifications construites en briques et en mortier. Vingt-deux canons font face à l'océan, tandis que vingt-cinq sont orientés vers la terre. Les canons sur la mer sont montés sur des batteries de 12 pieds (3,7 m) avec de plus grandes batteries de 45 pieds (13,7 m) sur 60 pieds (18,3 m) à l'extrémité sud du fort. Des passages souterrains et des chambres blindées existent en dessous des monticules géants de terre du fort. Les fortifications empêchent les navires de l'Union d'attaquer le port de Wilmington et le fleuve Cape Fear.
Le 23 décembre 1864, les navires de l'Union sous les ordres du contre-amiral David D. Porter commencent un bombardement naval du fort, avec peu d'effet. Le 25 décembre, les troupes de l'Union sous les ordres du major-général Benjamin F. Butler commencent à débarquer en préparation d'une attaque au sol, mais Butler se retire à l'annonce de l'approche de renforts confédérés.

## Forces en présence

### Union
L'armée de l'Union revient en janvier, cette fois sous les ordres du major-général Alfred Terry. Terry est choisi par le général Ulysses S. Grant pour diriger un corps provisoire de 9 000 soldats de l'armée de la James. Le contre-amiral David D. Porter revient avec près de 60 navires de l'escadron du blocus de l'Atlantique Nord de la côte de Caroline du Nord, après la tentative infructueuses de décembre.

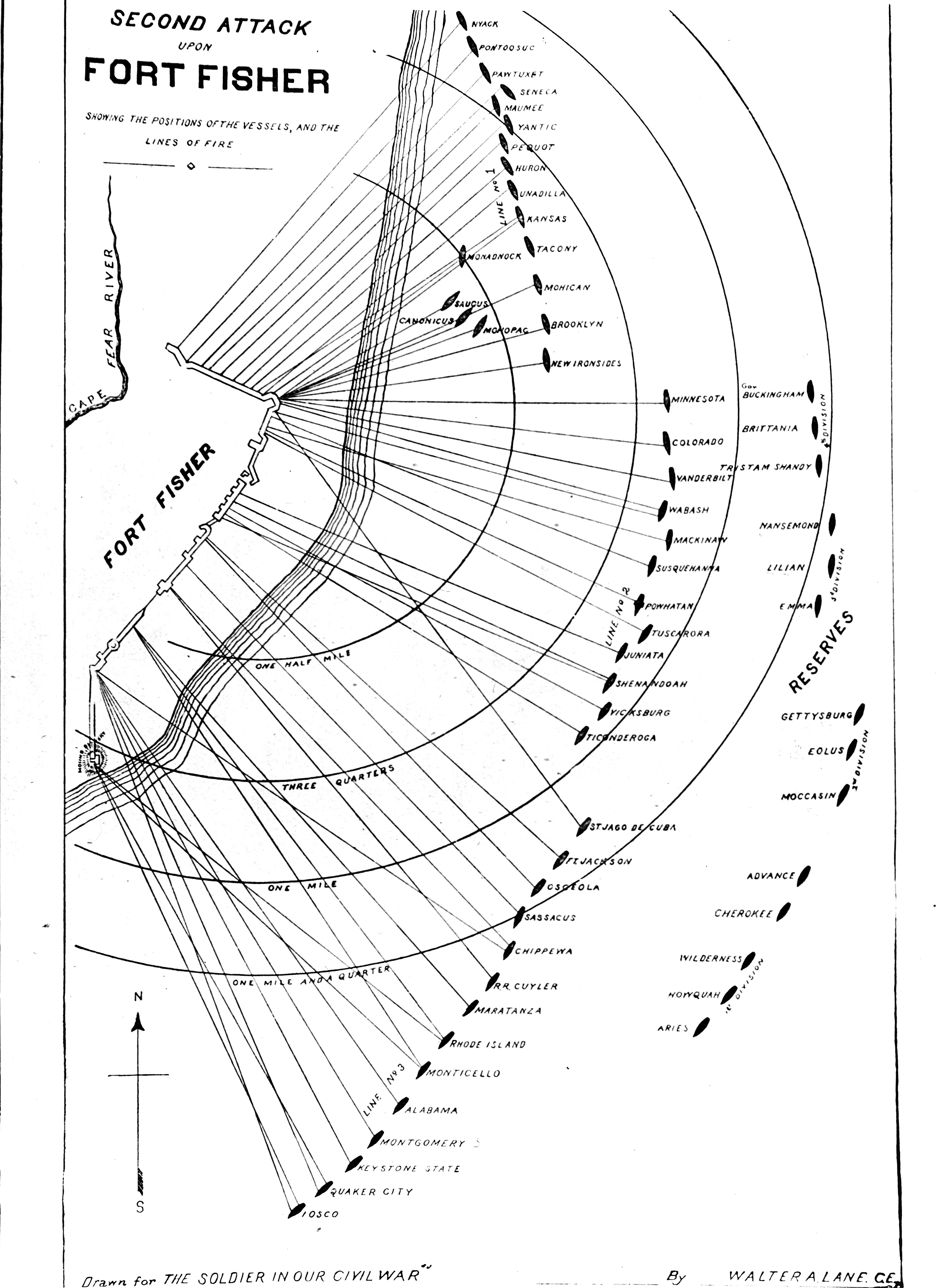
Diagramme montrant les positions des navires de l'Union, et les lignes de feu

### Confédération
Le major général confédéré W. H. C. Whiting commande le district de Cape Fear et implore le commandant du département, le général Braxton Bragg d'envoyer des renforts. Bragg n'est pas disposé à réduire ses forces, car il estime qu'il est nécessaire de défendre Wilmington. Enfin, il envoie des renforts de la brigade de Hagood à la garnison du colonel William Lamb, portant les effectifs du fort Fisher à 1 900 hommes. Une division de 6 400 hommes du major général Robert Hoke est stationnée sur la péninsule au nord du fort. Whiting arrive personnellement au fort et dit au commandant : « Lamb mon garçon, je suis venu pour partager votre sort. Vous et votre garnison êtes sacrifiés ».

## Bataille
Alfred Terry a déjà commandé les troupes lors de la seconde bataille de Charleston Harbor et a compris l'importance de la coordination avec la marine de l'Union. Lui et l'amiral Porter établissent des plans pour une attaque commune. Terry envoie une division des troupes de couleurs des États-Unis sous les ordres de Charles J. Paine pour tenir à distance la division de Hoke sur la péninsule. Une autre division de Terry sous les ordres d'Adelbert Ames, soutenue par une brigade indépendante sous le commandement du colonel Joseph Carter Abbott, descendront en aval de la péninsule et attaquera le fort par la terre, frappant le mur de terre sur la rive de la rivière de la péninsule. Porter organise une force de débarquement de 2 000 marins et marines et attaque du côté maritime du fort, sur le côté de la mer du même mur.
Le 13 janvier, Terry débarque ses troupes entre Hoke et le fort Fisher. Hoke ne veut pas prendre le risque d'ouvrir la voie vers Wilmington et reste non engagé alors que l'ensemble de la force de l'Union débarque en toute sécurité à terre. Le lendemain, Terry se déplace vers le sud, vers le fort pour le reconnaître et décider si un assaut d'infanterie réussira.

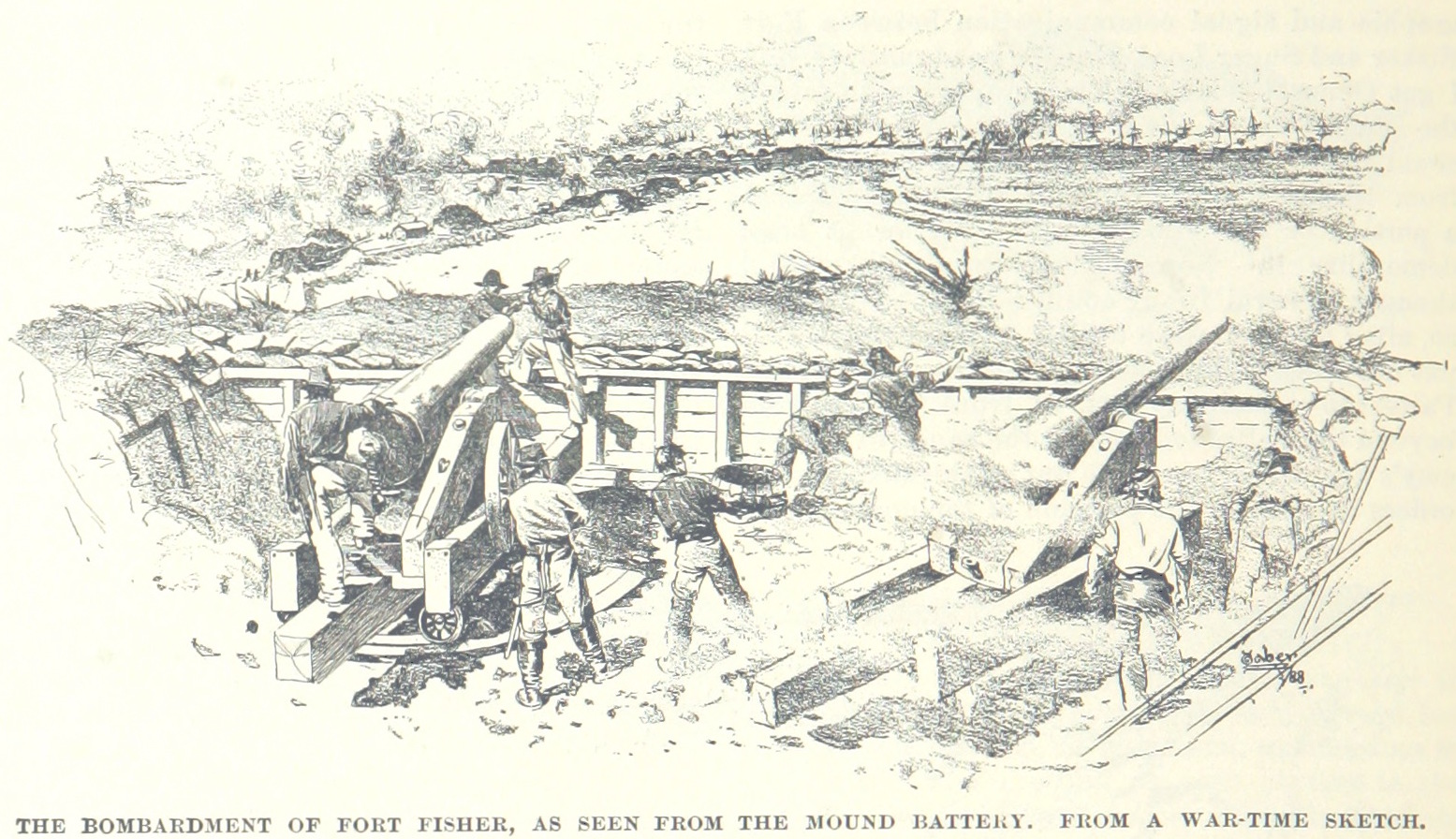
Le bombardement vu de la batterie de la butte à l'extrémité sud du fort

Le 15 janvier, les canonnières de Porter ouvrent le feu sur la façade maritime du fort et à midi, elles parviennent à réduire au silence tous les canons sauf quatre. Au cours de ce bombardement, Hoke envoie environ 1 000 hommes de sa ligne vers les fort Fisher, cependant, seulement 400 hommes environ sont en mesure de débarquer et de passer les défenses, tandis que les autres sont contraints de rebrousser chemin. À ce moment, les marins et les marines, emmenés par le capitaine de corvette Kidder Breese, débarquent et se dirigent vers le point où les façades terrestre et maritime du fort se rencontrent, une caractéristique connue comme le bastion du nord-est. Le plan initial de l'armée de l'Union est, pour la force navale, armée de revolvers et de sabres d'abordage, d'attaquer en trois vagues pendant que les marines fournissent un tir de protection, mais au lieu de cela, l'assaut se déroule en une seule masse inorganisée. Le général Whiting mène personnellement la défense et met en déroute l'assaut, avec de lourdes pertes pour la force navale.
L'attaque, cependant, appelle l'attention des confédérés loin de la porte de la rivière, où Ames se prépare à lancer son attaque. À 14 heures, il envoie sa première brigade, sous le commandement du brigadier général breveté Newton Martin Curtis, alors que Ames attend avec les brigades des colonels Galusha Pennypacker et Louis Bell. Une avant-garde de la brigade de Curtis utilise des haches pour couper à travers les palissades et les abattis. Curtis subit de lourdes pertes alors qu'il submerge les ouvrages extérieurs et prend d'assaut la première traverse. À ce stade, Ames ordonne à la brigade de Pennypacker d'avancer, qu'il accompagne dans le fort. Comme Ames marche vers l'avant, les tireurs d'élite confédérés se concentrent sur son parti, et descendent un certain nombre de ses collaborateurs autour de lui. Les hommes de Pennypacker ouvrent leur chemin à travers la porte de la rivière, et Ames ordonne à une partie de ses hommes de fortifier une position à l'intérieur du fort. Pendant ce temps, les confédérés tournent les canons de la batterie de Buchanan à l'extrémité sud de la péninsule et tirent sur le mur nord car il est tombé dans les mains de l'Union. Ames observe que les unités de tête de Curtis sont bloquées à la quatrième traverse, et il ordonne à la brigade de Bell d'avancer, mais Bell est tué par des tireurs d'élite avant d'atteindre le fort. Voyant les attaquants de l'Union entrer par la brèche et l'intérieur, Whiting a l'occasion de mener personnellement une contre-attaque. Chargeant les soldats de l'Union, plusieurs demandes de reddition sont adressées à Whiting, et quand il les refuse, il est abattu, gravement blessé.
Les canonnières de Porter contribuent à maintenir l'élan fédéral. Les tirs de ses artilleurs s'avèrent mortellement précis et commencent à nettoyer les défenseurs alors que les troupes de l'Union approchent du mur maritime. Les troupes de Curtis remportent la quatrième traverse fortement contestée. Lamb commence à rassembler les derniers soldats dans le fort, y compris les malades et les blessés de l'hôpital, pour une ultime contre-attaque. Alors qu'il est sur le point d'ordonner une charge, il tombe gravement blessé et est amené aux côtés de Whiting dans l'hôpital du fort. Ames fait une proposition pour que les troupes de l'Union se retranchent dans leurs positions actuelles. Entendant cette proposition, Curtis frénétique saisit une pelle et la lance par delà les tranchées confédérées et crie, « creusez les Johnnies, je viens pour vous ». Au bout d'une heure dans la bataille, Curtis tombe blessé alors qu'il revient pour conférer avec Ames. Pennypacker tombe également blessé avant la fin du combat.
La bataille épuisante dure pendant des heures, longtemps après la tombée de la nuit, alors que les obus viennent de la mer et qu' Ames combat contre une division qui se désorganise de plus en plus pendant que ses officiers régimentaires et tous ses commandants de brigade tombent, morts ou blessés. Terry envoie à l'avant la brigade d'Abbott pour renforcer l'attaque, puis rejoint Ames à l'intérieur de la forteresse. Pendant ce temps, dans l'hôpital du fort Fisher, Lamb remet le commandement au commandant James Reilly, et Whiting envoie un dernier appel au général Bragg pour recevoir des renforts. Croyant toujours la situation du fort Fisher sous contrôle et fatigué des demandes de Whiting, Bragg envoie à la place le général Alfred H. Colquitt pour relever Whiting et prendre le commandement du fort Fisher. À 21 heures 30, Colquitt débarque au sud de la base du fort au moment où Lamb, Whiting et les blessés confédérés sont évacués vers la batterie de Buchanan.
À ce stade, les confédérés comprennent que le fort Fisher est intenable. Les batteries maritimes ont été réduites au silence, presque tout le mur nord a été capturé, et Ames a fortifié un bastion à l'intérieur. Terry a cependant conclu de terminer la bataille cette nuit là. Ames ordonne de poursuivre l'offensive, organise une manœuvre de flanquement, envoyant certains de ses hommes pour avancer en dehors du mur de terre, et se placer derrière les défenseurs confédérés de la dernière traverse. En quelques minutes, la défaite confédérée est sans équivoque. Colquitt et son état-major se précipitent aux chaloupes quelques instants avant la prise du quai par les hommes d'Abbott. Le commandant Reilly brandit un drapeau blanc et se dirige vers les lignes de l'Union pour annoncer la reddition du fort. Peu avant 22 heures, Terry chevauche jusqu'à la batterie de Buchanan pour recevoir la reddition officielle du fort de Whiting.

## Conséquences

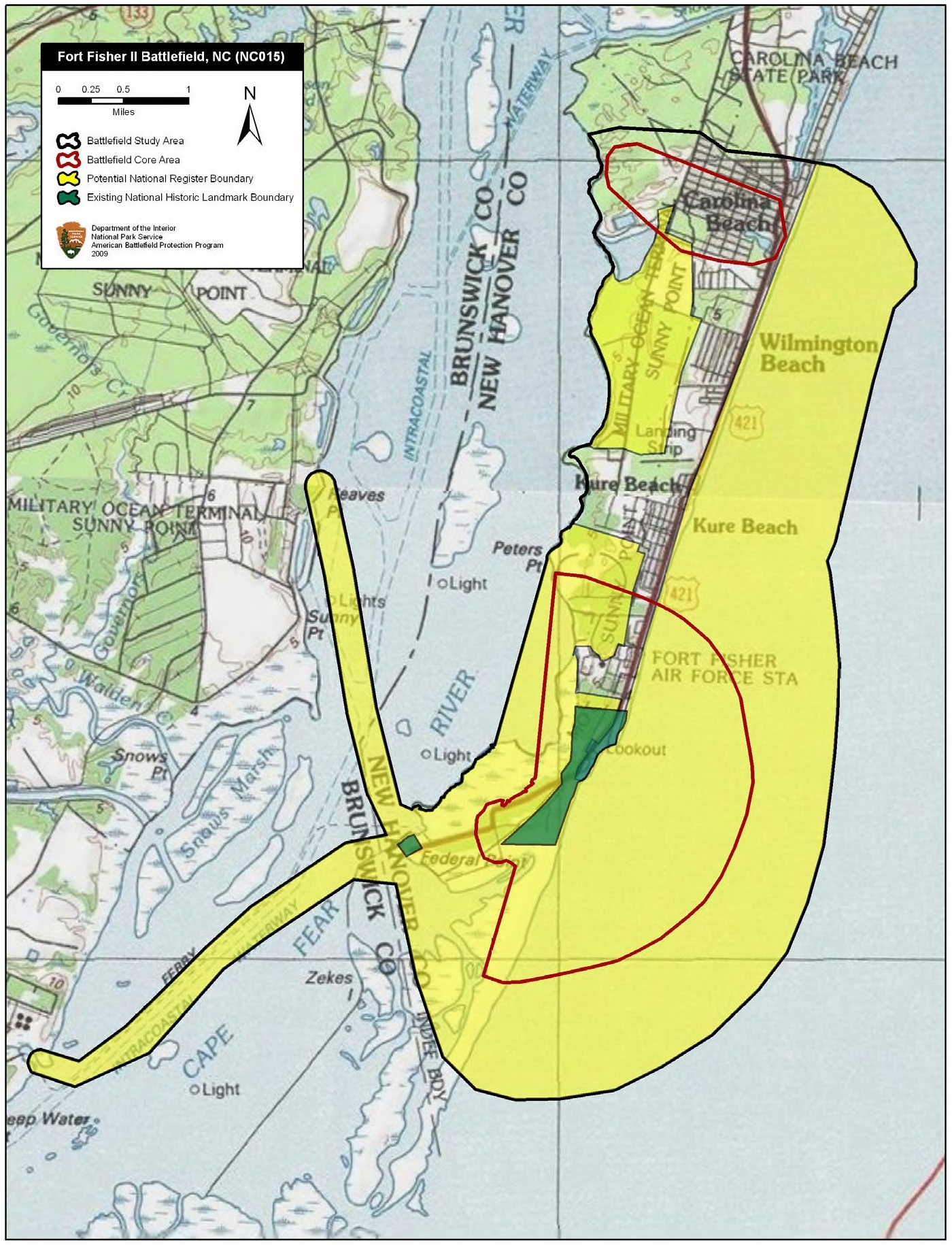
La carte du champ de la seconde bataille du fort Fisher et des zones d'étude par le programme de protection des champs de bataille américains.

La perte du fort Fisher scelle le sort du dernier port maritime de la Confédération et le Sud est isolé du commerce mondial. En outre, beaucoup de fournitures militaires dont l'armée de Virginie du Nord dépend passent par Wilmington ; il n'y a pas d'autre port maritime à proximité de la Virginie utilisable pratiquement par les confédérés. Cela met fin également à la chance d'une reconnaissance européenne, étant considéré par beaucoup comme « le dernier clou dans le cercueil confédéré ». Un mois plus tard, une armée de l'Union commandée par le général John M. Schofield remontera la rivière Cap Fear et capturera Wilmington.
Le 16 janvier, les célébrations de l'Union sont refroidies lorsque le magasin du fort explose, tuant et blessant plus de 200 soldats de l'Union et prisonniers confédérés qui dormaient sur le toit de la chambre du magasin ou à proximité. L'enseigne de la marine des États-Unis Alfred Ranger Leighton meurt dans l'explosion alors qu'il dirige une escouade pour essayer de récupérer les corps sur le parapet du fort. Bien que plusieurs soldats de l'Union pensent d'abord que les prisonniers sont responsables, une enquête ouverte par Terry conclut que des soldats de l'Union non identifiés (éventuellement des marines ivres) sont entrés dans le magasin avec des torches et mis le feu à la poudre.
Lamb survit à la bataille, mais passe les sept années suivantes sur des béquilles. Whiting fait prisonnier et meurt en captivité. Les blessures de Pennypacker sont évaluées comme fatales et Terry assure au jeune homme qu'il recevra un brevet de promotion (où la personne promue est autorisée à porter l'insigne du nouveau grade, mais est payée au salaire de son grade d'origine) au grade de brigadier général. Pennypacker ne reçoit pas le brevet de promotion comme Terry l'a promis, mais le 18 février 1865, il obtient une promotion de brigadier général des volontaires à l'âge de 20 ans. Il reste la plus jeune personne à avoir occupé le grade de général dans l'armée américaine (hormis le marquis de la Fayette). Newton Martin Curtis recevra également une promotion de brigadier général, et à la fois lui et Pennypacker recevront la médaille d'honneur pour leur participation à la bataille. Le secrétaire de la Guerre Edwin M. Stanton fait une visite inattendue au fort Fisher où Terry lui remet le drapeau de la garnison.

## Médailles d'honneur
Au cours de la bataille du fort Fisher, cinquante-et-un soldats, marins et marines reçoivent la médaille d'honneur pour leurs actions.

## Galerie

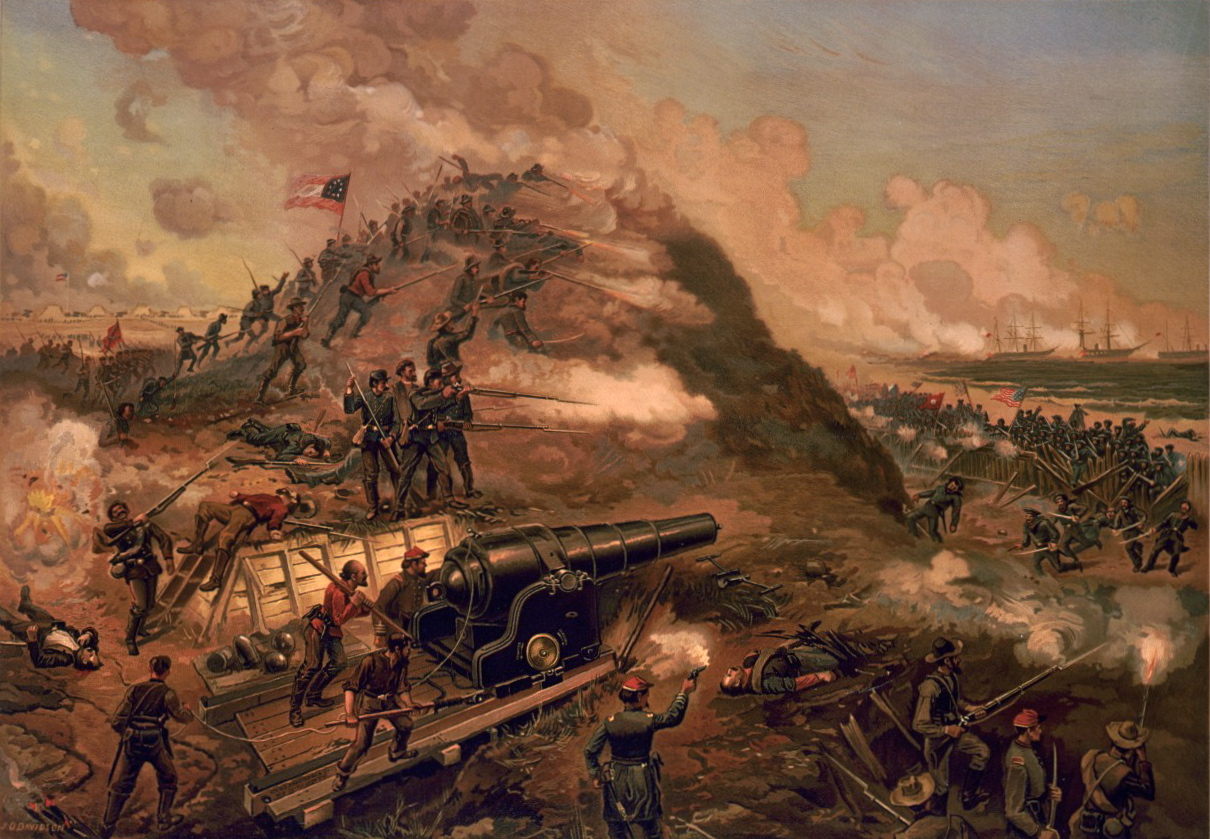
Assaut du fort
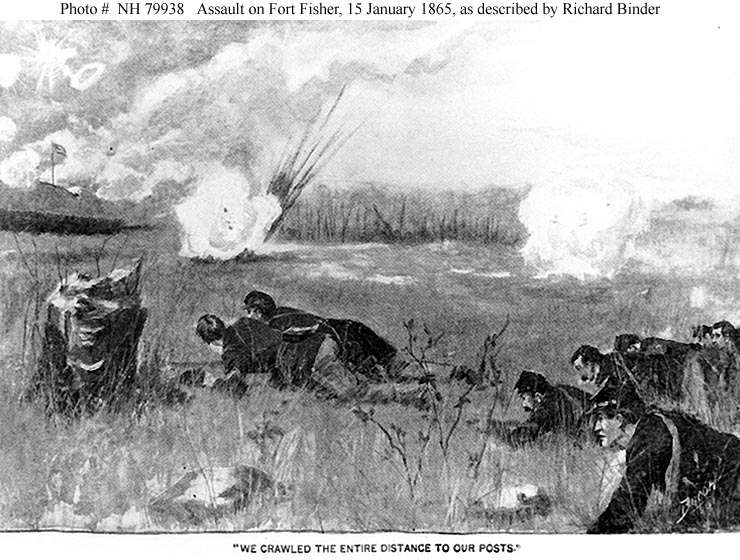
Avancée de l'unité des tireurs d'élite de la marine pendant l'assaut des marins et des marines.
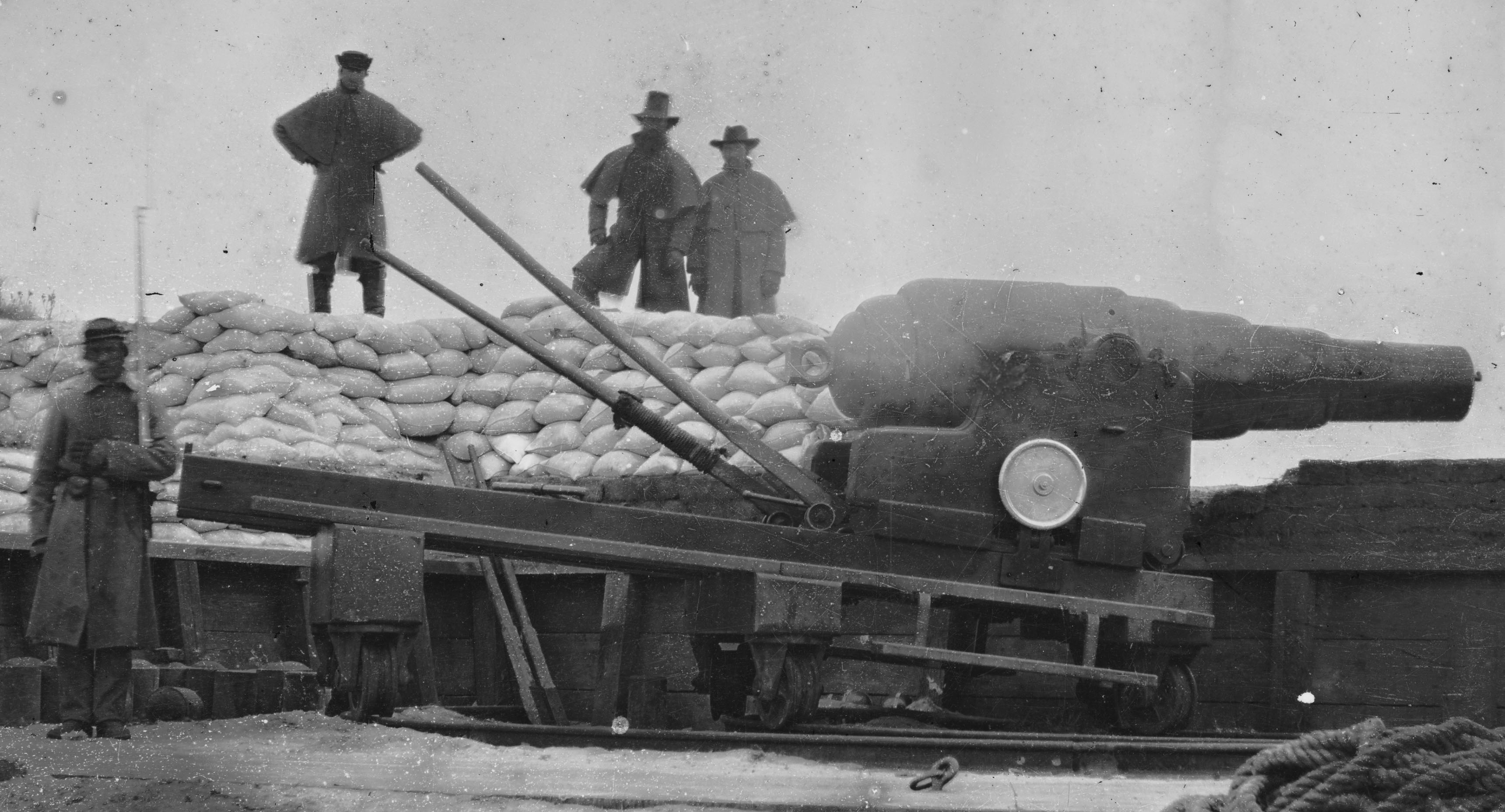
Canon Armstrong du fort
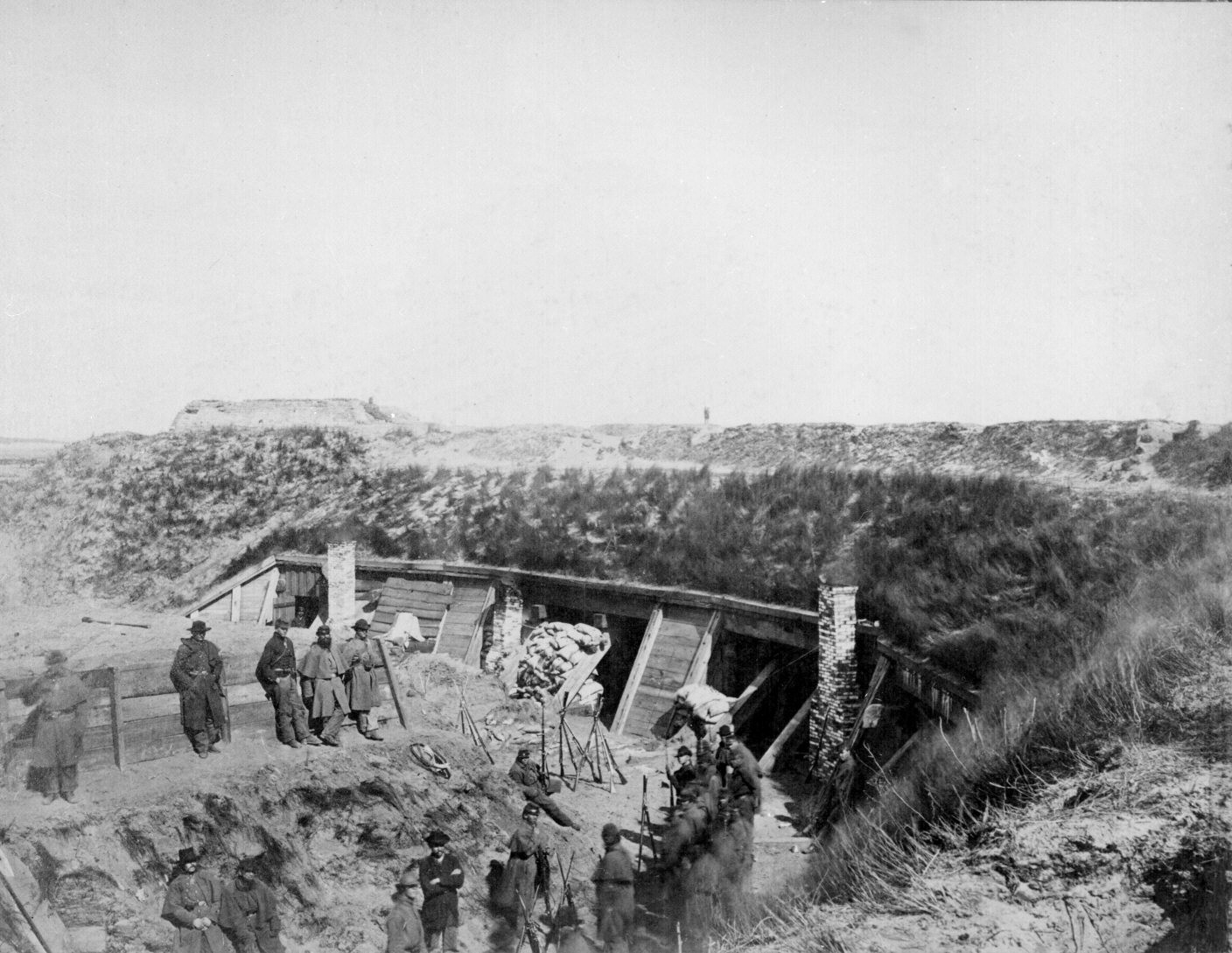
Le "Pulpit" après la capture
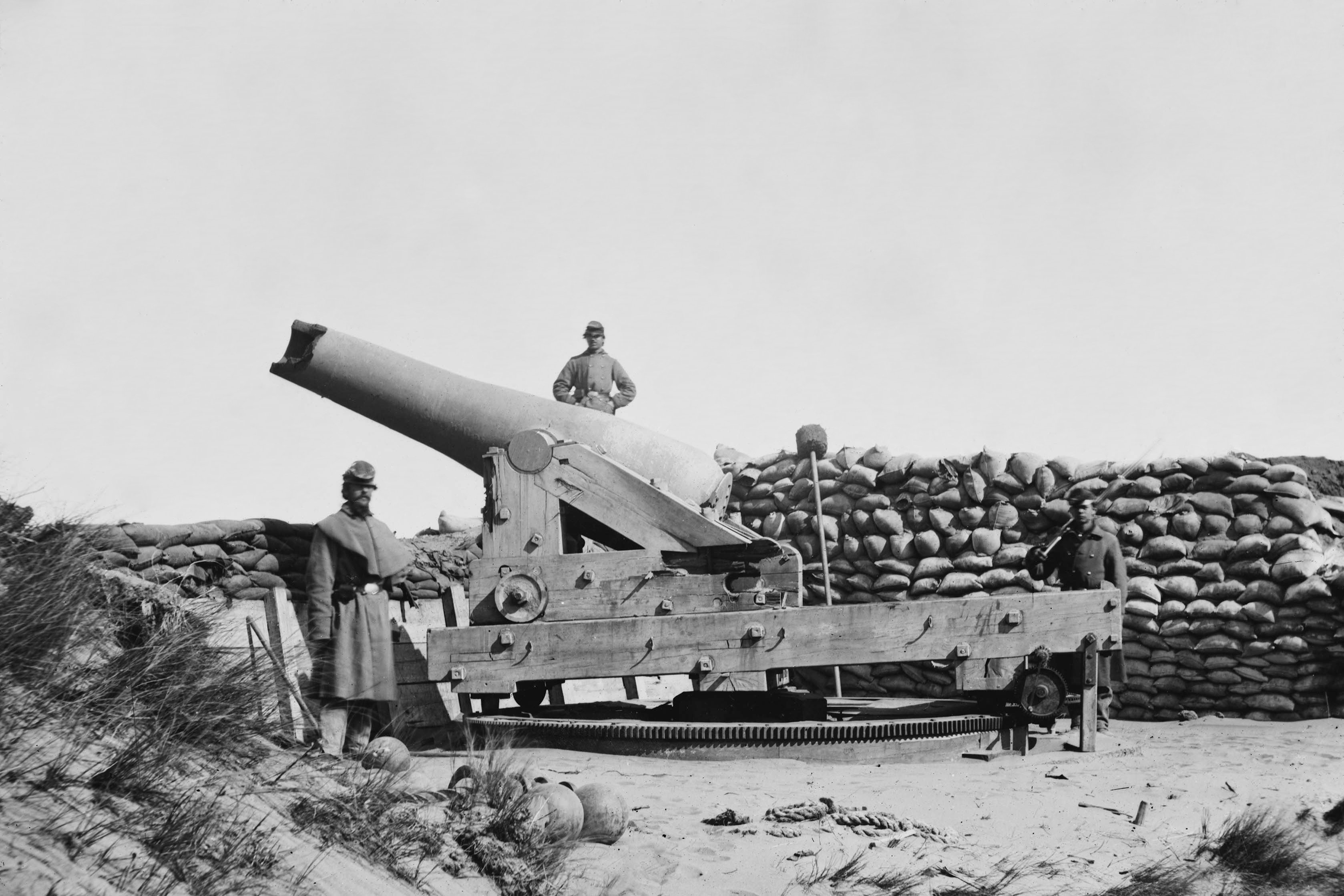
Canon avec affût de tir de loin
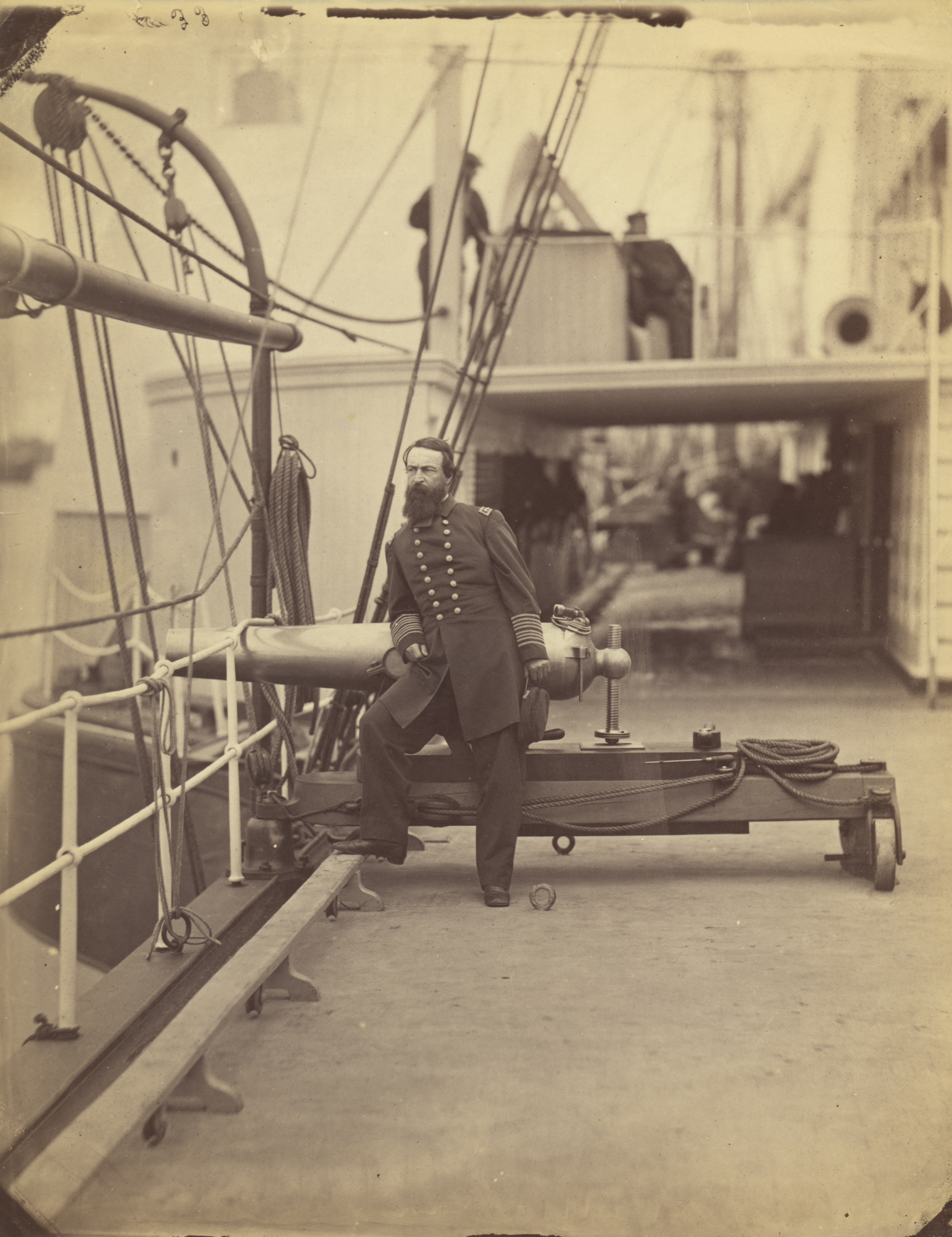
Amiral Porter sur l'USS Malvern après la victoire
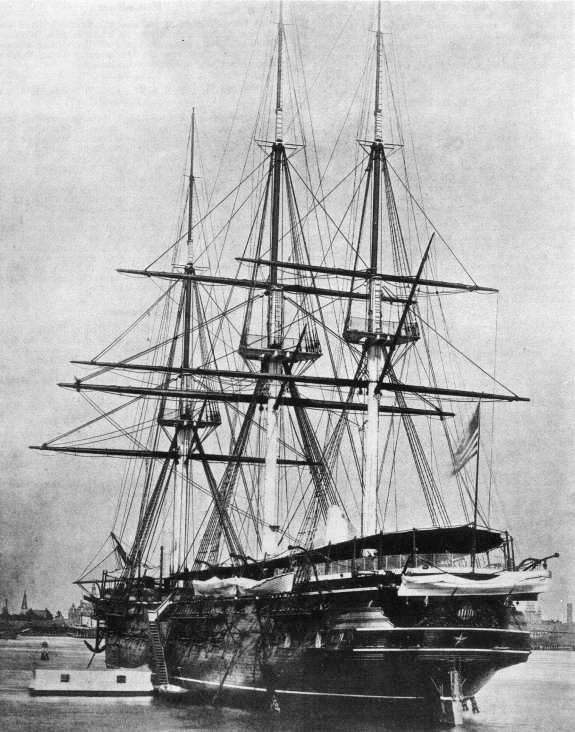
USS Wabash
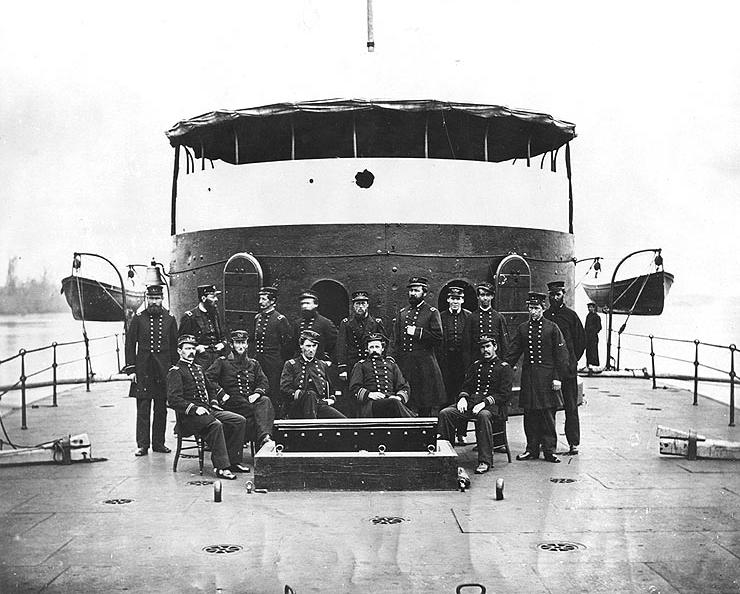
Officiers de l'USS Mahopac, probablement sur la James River, au printemps de 1865